# Lifestyle (Jason Derulo)
Lifestyle è un singolo del cantante statunitense Jason Derulo, pubblicato il 21 gennaio 2021 come quinto estratto dal quinto album in studio Nu King.
Il brano vede la partecipazione del cantante statunitense Adam Levine.

## Video musicale
Il video musicale è stato reso disponibile il 21 gennaio 2021, in concomitanza con l'uscita del brano.

## Tracce
Testi e musiche di Jason Desrouleaux, Adam Levine, Amy Allen, Casey Smith, Jacob Kasher, Kevin White, Michael Woods, Natalie Salomon e Pablo Bowman.
1. Lifestyle (feat. Adam Levine) – 2:33

## Formazione
Musicisti
- Jason Derulo – voce
- Adam Levine – voce aggiuntiva

Produzione
- Rice n' Peas – produzione
- John Hanes – ingegneria del suono
- Randy Merrill – mastering
- Șerban Ghenea – missaggio

## Classifiche

### Classifiche settimanali
| Classifica (2021) | Posizione massima |
| ----------------- | ----------------- |
| Belgio (Fiandre)  | 86                |
| Bulgaria          | 8                 |
| Canada            | 54                |
| Croazia           | 72                |
| Irlanda           | 91                |
| Lituania          | 96                |
| Paesi Bassi       | 36                |
| Polonia           | 1                 |
| Regno Unito       | 70                |
| Romania           | 43                |
| Slovacchia        | 96                |
| Stati Uniti       | 71                |
| Svezia            | 74                |
| Svizzera          | 66                |

### Classifiche di fine anno
| Classifica (2021) | Posizione |
| ----------------- | --------- |
| Polonia           | 16        |